# Caudovirales
Caudovirales (do latim: caudo, cauda + virus, veneno + ales, relativo a ordem) é uma ordem de vírus segundo a classificação taxonômica da ICTV. Na classificação de Baltimore as famílias desta ordem pertencem a classe I: dsDNA virus. Os vírus desta ordem compreendem bacteriófagos com cauda, que infectam bactérias e arqueias.